# Liste der Baudenkmäler in Niedermurach
Auf dieser Seite sind die Baudenkmäler in der Oberpfälzer Gemeinde Niedermurach zusammengestellt. Diese Tabelle ist eine Teilliste der Liste der Baudenkmäler in Bayern. Grundlage ist die Bayerische Denkmalliste, die auf Basis des Bayerischen Denkmalschutzgesetzes vom 1. Oktober 1973 erstmals erstellt wurde und seither durch das Bayerische Landesamt für Denkmalpflege geführt wird. Die folgenden Angaben ersetzen nicht die rechtsverbindliche Auskunft der Denkmalschutzbehörde.
 Die Liste gibt den Fortschreibungsstand vom 13. August 2016 wieder und umfasst siebzehn Baudenkmäler.

## Baudenkmäler nach Gemeindeteilen

### Niedermurach
| Lage                                                       | Objekt                                         | Beschreibung | Akten-Nr.    | Bild                                       |
| ---------------------------------------------------------- | ---------------------------------------------- | --- | ------------ | ------------------------------------------ |
| Dietersdorfer Straße; Nähe Dietersdorfer Straße (Standort) | Felsenkeller                                   | Gangartige Anlage, nachmittelalterlich, jetzt zugemauert. | D-3-76-148-1 | Felsenkeller                               |
| Kapellenweg (Standort)                                     | Sühnekreuz                                     | Mit reliefiertem Dreiecksschild und Schlüssel, Granit, 15. Jahrhundert; westlich der Wieskapelle. | D-3-76-148-4 | weitere Bilder                             |
| Kapellenweg 9 (Standort)                                   | Sogenannte Wieskapelle Zum Gegeißelten Heiland | Dreiseitig geschlossener Satteldachbau, Dachreiter mit Pyramidenhelm, mit Rundbogenfenstern und Putzbänderung, 18. Jahrhundert; mit Ausstattung; Kriegerdenkmal für die Gefallenen von 1870/71 und des Ersten Weltkrieges, Reiterfigur auf Volutensockel und hoher Stele mit Inschriften, Marmor und Sandstein, nach 1938; südöstlich der Kapelle.                             | D-3-76-148-3 | weitere Bilder                             |
| Nähe Teunzer Straße (Standort)                             | Brückenfigur heiliger Johannes von Nepomuk     | Granit, zweite Hälfte 18. Jahrhundert; an der Murachbrücke. | D-3-76-148-5 | Brückenfigur heiliger Johannes von Nepomuk |
| Oberviechtacher Straße 3 (Standort)                        | Katholische Pfarrkirche Sankt Martin           | Saalraum mit Stichkappentonne, eingezogener Polygonchor, Nordturm mit Spitzhelm und freien Giebel, Fassadengestaltung mit Zwerchgiebel, Ecklisenen und profiliertem Traufgesims, Ostchor und Turm im Kern gotisch, Langhaus 1762 neu errichtet, Turmerhöhung 1865/66; mit Ausstattung.                                                                                         | D-3-76-148-6 | weitere Bilder                             |
| Oberviechtacher Straße 4 (Standort)                        | Pfarrhof                                       | Zweigeschossiger und verputzter Halbwalmdachbau, im Kern 17. Jahrhundert. | D-3-76-148-7 | Pfarrhof                                   |
| Oberviechtacher Straße 6; In Niedermurach (Standort)       | Brauereigasthof                                | Zweigeschossiger Halbwalmdachbau, im Kern 18. Jahrhundert; Stadel, eingeschossiger Bruchsteinbau mit Satteldach; darin Kapellennische mit Figur hl. Johannes von Nepomuk, farbig gefasst; 18./19. Jahrhundert; Kruzifix, Dreinageltypus mit Beifigur Mariä, Holz, farbig gefasst, wohl 19. Jahrhundert; an der nördlichen Stadelseite; Hoftor, rundbogig, 18./19. Jahrhundert. | D-3-76-148-8 | weitere Bilder                             |

### Höflarn
| Lage                  | Objekt      | Beschreibung | Akten-Nr.     | Bild        |
| --------------------- | ----------- | --- | ------------- | ----------- |
| In Höflarn (Standort) | Ortskapelle | Rechteckiger Satteldachbau mit Fassadenturm und Stichbogenfenstern, um 1900, Turm wohl 17. Jahrhundert; mit Ausstattung. | D-3-76-148-11 | Ortskapelle |

### Holmbrunn
| Lage                           | Objekt     | Beschreibung                                                      | Akten-Nr.     | Bild           |
| ------------------------------ | ---------- | ----------------------------------------------------------------- | ------------- | -------------- |
| Enzelsberger Straße (Standort) | Steinkreuz | Eingesunkenes Kreuz, Granit, wohl mittelalterlich; am Schlottweg. | D-3-76-148-12 | weitere Bilder |

### Nottersdorf
| Lage                     | Objekt                   | Beschreibung | Akten-Nr.     | Bild |
| ------------------------ | ------------------------ | --- | ------------- | ---- |
| Nottersdorf 2 (Standort) | Ehemaliges Wohnstallhaus | Zweigeschossiger Satteldachbau aus Bruchsteinmauerwerk, mit holzverschalter Giebeln und östlicher Holzaltane, Fenster mit Steingewänden, Ende 19. Jahrhundert. | D-3-76-148-13 | BW   |

### Pertolzhofen
| Lage                                      | Objekt                                                  | Beschreibung | Akten-Nr.     | Bild                                              |
| ----------------------------------------- | ------------------------------------------------------- | --- | ------------- | ------------------------------------------------- |
| Dorfstraße 17; Nähe Dorfstraße (Standort) | Ehemaliger Zehentstadel                                 | Eingeschossiger Halbwalmdachbau aus Bruchsteinmauerwerk, mit rundbogigem Einfahrtstor und Gewändeöffnungen aus Sandstein, 18. Jahrhundert. | D-3-76-148-14 | weitere Bilder                                    |
| Dorfstraße 27; Pfarrgasse (Standort)      | Katholische Expositur- und Wallfahrtskirche Sankt Maria | Barockes Langhaus mit Stichkappentonne und eingezogenem Polygonchor, Ostturm mit Spitzhelm und Quaderwerk, 1697–99 neu errichtet, Turm und westliche Langhausmauer im Kern romanisch, 12. Jahrhundert, Turmdach 19. Jahrhundert; mit Ausstattung; Ölbergkapelle, südlicher Pultdachanbau mit Rundbogennische, 1697–99; Steinsäule, mit barockem Kapitell und bekrönendem Eisenkruzifix, Granit, 18. Jahrhundert; am Vorplatz. | D-3-76-148-15 | weitere Bilder                                    |
| Nähe Pfarrgasse (Standort)                | Katholische Kapelle heiliger Johannes von Nepomuk       | Dreiseitig geschlossener Satteldachbau mit Knickgiebel, profiliertem Traufgesims und Pilastergliederung, bezeichnet mit 1733; Nischenfigur hl. Johannes von Nepomuk, farbig gefasstes Holz, 18./19. Jahrhundert; mit Ausstattung. | D-3-76-148-16 | Katholische Kapelle heiliger Johannes von Nepomuk |

### Sallach
| Lage             | Objekt         | Beschreibung | Akten-Nr.     | Bild           |
| ---------------- | -------------- | --- | ------------- | -------------- |
| Gwend (Standort) | Steinbildsäule | Stele mit vierseitigem Bildnischenaufsatz und bekrönendem Eisenkruzifix, Granit, wohl 18. Jahrhundert; bei der neuen Ortskapelle. | D-3-76-148-19 | weitere Bilder |

### Voggendorf
| Lage                     | Objekt   | Beschreibung                                                            | Akten-Nr.     | Bild |
| ------------------------ | -------- | ----------------------------------------------------------------------- | ------------- | ---- |
| In Voggendorf (Standort) | Kruzifix | Mit Beifigur der hl. Muttergottes, 18./19. Jahrhundert; bei Haus Nr. 8. | D-3-76-148-20 | BW   |

### Wagnern
| Lage                  | Objekt     | Beschreibung                                                | Akten-Nr.     | Bild           |
| --------------------- | ---------- | ----------------------------------------------------------- | ------------- | -------------- |
| In Wagnern (Standort) | Steinkreuz | Granit, wohl mittelalterlich; an der Ortsdurchfahrtsstraße. | D-3-76-148-21 | weitere Bilder |

### Zankendorf
| Lage                     | Objekt     | Beschreibung                                                                                       | Akten-Nr.     | Bild |
| ------------------------ | ---------- | -------------------------------------------------------------------------------------------------- | ------------- | ---- |
| In Zankendorf (Standort) | Steinkreuz | Mit gedrungenem Kopfstück, Granit, wohl mittelalterlich; an der Kreisstraße SAD 39 bei Zankendorf. | D-3-76-148-17 | BW   |